# 名古屋市立森孝東小学校
名古屋市立森孝東小学校（なごやしりつ もりたかひがししょうがっこう）は、名古屋市守山区森孝東一丁目の公立小学校。小規模校解消のため、本地丘・森孝西両小学校と統合し、森孝中の位置で小中併設が検討されている。

## 歴史

### 沿革
- 1979年（昭和54年）4月1日 - 名古屋市立本地丘小学校より分離独立し、名古屋市立森孝東小学校として創立[1]。

### 児童数の変遷
『愛知県小中学校誌』（1998年）によると、児童数の変遷は以下の通りである。
| 1979年（昭和54年） | 317人 |  |
| 1987年（昭和62年） | 409人 |  |
| 1997年（平成9年）  | 440人 |  |

## 通学区域
所管する名古屋市教育委員会は、2019年（令和元年）9月1日現在、守山区のうち、白山一丁目・白山二丁目・白山三丁目・白山四丁目・森孝東一丁目・森孝東二丁目の全域を通学区域として指定している。
また、卒業後の進学先は名古屋市立森孝中学校となっている。

### WEB
1. ↑  名古屋市教育委員会事務局総務部教育環境計画室子どもいきいき学校づくり担当 (2020年6月12日). “本地丘小学校・森孝東小学校・森孝西小学校の統合に関する説明・意見交換会　令和2年1月22日・26日・29日・2月1日”.   名古屋市. 2020年8月16日閲覧。
2. ↑  名古屋市教育委員会事務局総務部教育環境計画室計画係 (2019年9月1日). “名古屋市立小・中学校の通学区域一覧（守山区）” (PDF).   名古屋市. 2020年8月16日閲覧。
3. ↑  名古屋市教育委員会事務局総務部教育環境計画室計画係 (2018年4月1日). “名古屋市立中学校区一覧（小→中）” (PDF).   名古屋市. 2020年8月16日閲覧。

### 書籍
1. 1 2 3 4  六三制教育五十周年記念愛知県小中学校誌編集委員会 1998, p. 372.